# Trachypithecus hatinhensis
Trachypithecus hatinhensis är en primat i familjen markattartade apor som förekommer i Sydostasien. Den räknades ursprungligen som underart till Trachypithecus francoisi men godkänns nu oftast som självständig art. Den taxonomiska avgränsningen till andra nybeskrivna arter som Trachypithecus ebenus och Trachypithecus laotum är inte helt utredd.
Pälsen är övervägande svart med undantag av ett vitt skägg. Ungar föds med gul päls som blir helt svart efter tre månader. Individerna blir 6 till 9 kg tunga. Annars motsvarar denna primat arten Trachypithecus francoisi i utseende och storlek. Trachypithecus francoisi blir 47 till 64 cm lång (huvud och bål) och har en 74 till 96 cm lång svans.
Denna primat förekommer i centrala Laos och centrala Vietnam. Arten vistas i skogar med kalkstensklippor eller i andra skogar. I bergstrakter når djuret 1500 meter över havet. Den är aktiv på dagen och äter främst blad. Individerna vistas på marken eller klättrar i växtligheten.
Trachypithecus hatinhensis jagas för köttets och för vissa kroppsdelars skull som används i den traditionella asiatiska medicinen. Även skogsavverkningar och ökad trafik på väger är ett hot. IUCN uppskattar att beståndet minskade med 50 procent under de gångna 36 åren (tre generationer) och listar arten som starkt hotad (EN).